# Grupa dobre volje
Grupa dobre volje (skraćeno GDV) je bila grupa pojedinaca koji su se najviše bavili kulturom i aktivizmom, u Beogradu, između 2003. i 2005. godine. Jedan od slogana im je bio: „U vremenu sveopšteg otuđenja, druženje postaje subverzivna delatnost.“
Vodili su kampanje za ukidanje vojne obaveze, za besplatno obrazovanje i za legalizaciju marihuane (uključujući Gandža marš u Beogradu 2005). Organizovali su filmske i muzičke festivale i mnoge žurke, od kojih je najčuvenija za rođendan Bob Marlija februara 2004. u Gavezu. Bavili su se stvaranjem nezavisnih omladinskih prostora i učestvovali su u svim skvotovima u Beogradu u to vreme (Rebel House, AKC Akcija i KUDRUC). Izdavali su fanzine Bauk slobode i Neradnik i imali sopstvenu „thrash“ muzičku i video produkciju. Bili su uključeni u organizaciju kulturnog dela okupljanja Narodne globalne akcije u Beogradu, ali kada je lokacija premeštena iz Resnika za Jajince, isključuju se iz mreže i organizuju sopstveni Škec fest, koji drugog dana rastura policija.
Kasnije se ekipa razgranala na više projekata, među kojima su PM PM Crni blok, Neradnik, Glas sprdnje, Dom kulture, SARS i mnogi drugi, koji se i dalje druže međusobno.
Prema nekim tumačenjima, imali su dosta dodirnih tačaka sa holandskim pokretom provosa iz 1960-ih.

## Spoljašnje veze
- Grupa dobre volje (stari sajt)
- KUDRUC
- Neradnik
- Treš ofis
- Dom kulture
- Zvanična izjava (povodom promene lokacije PGA okupljanja)